# ヤーン・アンヴェルト
ヤーン・アンヴェルト（エストニア語: Jaan Anvelt、1884年4月18日 - 1937年12月11日）、ロシア語名ヤーン・ヤーノヴィチ・アンヴェリト (Ян Янович Анвельт) は、エストニア人のボリシェヴィキ。作家としても活動し、エーサーレ・アードゥ (Eessaare Aadu, Ээссааре Ааду) を始めとした数多くの筆名で多くの作品を著している。

## 生涯

### 前半生
1884年4月18日にロシア帝国リフリャント県オールグ (et) の農家に生まれ、コルガ＝ヤーニ、ユール、ピリストヴェレの教区学校やユーリエフ教職学校 (et) で1902年まで学んだ。
翌1903年から1905年まではサンクトペテルブルクで事務員として、1905年から1907年まではトイラで教師として働いたが、同時にロシア第一革命にも積極的に参加。1907年にサンクトペテルブルク大学法学部に入学するとともに同年にボリシェヴィキ党員となった。1911年には政治活動への参加を理由に放校されるも、翌1912年に外部学生としてサンクトペテルブルク大学を卒業した。1912年から1917年まではユーリエフで弁護士助手として働く傍ら、1914年までヨハネス・キャスペルト、ヴィレム・ブク (ru) とともにボリシェヴィキ系新聞『キール』(et) を創刊・編集した。

### 革命期
二月革命が発生するとナルヴァ臨時革命委員会やナルヴァ・ソビエトの指導者、ボリシェヴィキ・レーヴェリ委、全エストリャント委、北バルト委およびエストリャント・ソビエト執行委のメンバーを歴任。同年の全ロシア・ソビエト大会にも代表として出席した。7月に逮捕されるも、十月革命からは再びエストリャント・ソビエト執行委議長・軍事革命委 (et) メンバー、北西州軍事委員や北部州 (ru) 民族問題人民委員 (et) を務めた（この頃、ペトログラード第2砲兵士官学校卒業）。翌1918年11月にボリシェヴィキによるエストニア労働コミューンが形成された際にはその人民委員会議議長および軍事人民委員を務めた。
コミューンの崩壊後はボリシェヴィキ・エストリャント国外局メンバー、赤軍第7軍フルンゼ第2白ロシア師団軍事委員やペトログラード防衛同盟員、ペトログラード防衛地区指令、全ロシア中央執行委メンバーなどを1919年から1921年まで務め、1920年にはエストニア共産党中央委のメンバーに選出されている。

### 後半生
その後は非ボリシェヴィキの支配するエストニアにおいて1921年から地下活動に従事したが、1924年1月に指導した共産クーデターも失敗すると翌1925年にソビエト連邦へ逃れた。1926年から1928年まではモスクワでジュコーフスキー空軍アカデミーに務め、同年から1935年までは民間航空総局 (ru) 次長および局長であった。1935年から1937年まではコミンテルン国際管理委メンバーおよび責任書記を務め、第6回と第7回のコミンテルン大会にも出席。ボリシェヴィキ党大会にも第14回から第16回まで出席した。
しかし、コミンテルン在職中であった1937年12月6日に逮捕され、5日後の同月11日、NKVDのアレクサンドル・ランクファンクによる拷問によって、レフォルトヴォ刑務所で死去した。その後もアンヴェルトは人民の敵として糾弾されたが、1956年に名誉回復がなされた。
アンヴェルトの記念碑・レリーフはタリン、ユフヴィ、トイラなどに設置されていたが、いずれも除去されている。アンヴェルトの名を冠した通りもナルヴァとタリンに存在したが、それらも「パウリ・ケレス通り」(et)、「ヴィレム・レイマン (de) 通り」(et) および「キヴィシラ通り」(et) へと改称されている。また、アンヴェルトの名はタリン教育学院ナルヴァ支部やポルツァマーの通りにも付けられていた。

## 家族
ヤーンは1909年から翌1910年まで、革命家同志のアルマ・オストラ (et) に身分証を取得させるため、彼女と偽装結婚していた。その後、1912年にはE・ヴァシリエヴァと再婚した。さらに1925年には、亡命先のソ連で別の同志アリセ・レーヴァルト (et) と結婚。息子の小ヤーン (et) と娘のキムを儲けた。孫のアンドレスは社会民主党所属の政治家として内相 (et) などを務めている。